# Hortelã
Hortelã és una vila a l'est de l'illa de São Nicolau a l'arxipèlag de Cap Verd. Està situada a la falda sud de Monte Gordo, 5 km al nord de Tarrafal de São Nicolau i 6 km a l'oest de Ribeira Brava.

## Subdivisions
La vila està dividida en cinc bairros:	
- Espigão
- Hostelão de Lá
- Chã de Manuel da Luz
- Galo Canto
- Alto de Nhõ Vidal